# Коктебельский десант
Коктебельский десант — малый тактический десант, высаженный в Коктебеле 29 декабря 1941 года в составе около 30 красноармейцев. Десант продержался несколько часов и выполнил поставленную задачу.

## Ход операции
25 декабря 1941 года началась Керченско-Феодосийская десантная операция с целью помочь силам в Севастополе и по возможности их разблокировать. 26 декабря осуществляются тактические десанты на Азовском побережье, утром 29-го — в Феодосии. Операция в Коктебеле планировалась несколько раньше, в половине 4 утра с подводной лодки Д-5 «Спартаковец» из Новороссийска, одновременно с ним планировалась высадка в Сарыголе, однако она была отменена из-за отсутствия средств для транспортировки.
Целью десанта в Коктебеле был отвлекающий манёвр — связать боем коктебельский гарнизон, чтобы его силы не двинулись на помощь немецким и румынским частям до Феодосии. Высадка происходила при штормовом ветре и 19 градусов ниже нуля, на надувных лодках, 1 моряк утонул. Десантники были обнаружены ещё при приближении к берегу, их начали обстреливать из пулемётов и миномётов, после высадки десантники разделились на 2 отряда — первый двигался в Коктебель, второй берегом уходил в камыши на заболоченном участке до второго края населённого пункта — до мыса Юнге. Бой закончился около 7 утра, в то время, когда крейсер «Красный Кавказ» пришвартовался в порту Феодосии; немецкий гарнизон Коктебеля, опасаясь ещё одного десанта, занял оборону и активных действий не совершал — что и было задачей десантников.
Согласно различным данным, высадился 21 боец, а 8 не смогли осуществить десантирование, и на подводной лодке отплыли в Поти.
При отходе в горы остатки десантного отряда были обстреляны из артиллерии.
1 января 1942 советские войска в ходе наступления дошли до Коктебеля, где к ним присоединились 10 десантников, оставшихся в живых — все раненые.

## Память
В 1975 году в Коктебеле открыт памятник в честь десантников. 9 мая 2013 года на Холме Славы состоялось торжественное перезахоронение найденных останков неизвестного участника Коктебельского десанта.
Поэтесса Юлия Друнина посвятила памяти погибших стихотворение «У памятника». Валентин Катаев посвятил десанту свой рассказ «Вечная слава». Десанту посвящена песня «Отвлекающий десант» (стихи А. Жигулина, музыка С. Круля).